# Grote Trek (Zuid-Afrika)
De Grote Trek is de tocht van zo'n 12.000 Nederlandstalige Afrikaner boeren, die vanaf 1835 emigreerden uit de door de Britten geannexeerde Kaapkolonie naar het binnenland van Zuid-Afrika om hier hun eigen onafhankelijke Boerenrepublieken te stichten.
De Grote Trek is een cruciaal onderdeel van de Zuid-Afrikaanse geschiedenis dat een aanzienlijk deel van de cultuur, topografie en demografie van het hedendaagse Zuid-Afrika verklaart. Het ligt aan de basis van vele historische republieken (Zuid-Afrikaansche Republiek, Oranje Vrijstaat, Natalia), steden (Pretoria, Bloemfontein, Pietermaritzburg) en de Boerenoorlogen.

## Oorzaken
De Grote Trek vond plaats enkele decennia nadat de Nederlandse Kaapkolonie (sedert 1652) voorgoed door het Verenigd Koninkrijk was overgenomen in 1806. Veel Nederlandstalige kolonisten (waaronder velen van Duitse en hugenootse afkomst) weigerden onder Brits gezag te leven en dachten erover na om een eigen onafhankelijke staat te stichten in het binnenland, weg van de Britse heerschappij. De deelnemers aan de Trek waren de zogenaamde Voortrekkers, die hoofdzakelijk bestonden uit semi-nomadische trekboeren en verwilderde grensboeren.

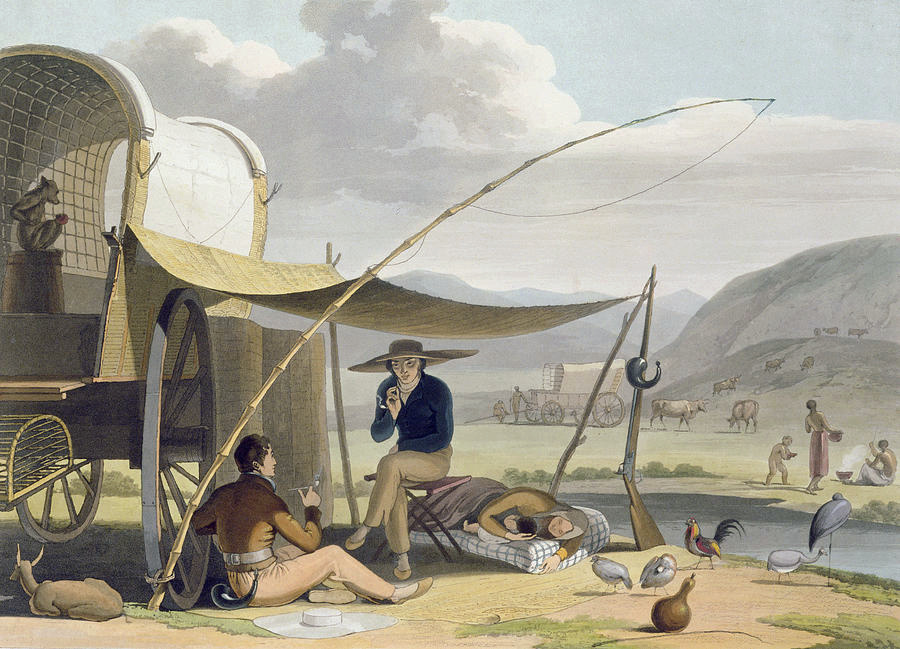
Trekboeren omstreeks 1804

De voornaamste oorzaken van de Trek waren onder andere:
- De constante Grensoorlogen met de Xhosa;
- De bedreiging van de Nederlandse taal door het Engels;
- De grootschalige immigratie van Engelsen in 1820;
- De gebrekkige compensatie na de vrijlating van slaven in 1834;
- De toenemende bemoeienis van Britse zendelingen;
- De gebeurtenissen bij Slachtersnek in 1815 en 1816 waarbij vijf rebelse grensboeren een voor een werden opgehangen.

Tegenstrijdig met het algemene denken was de Grote Trek niet een uitsluitend blanke migratie; de leiders van de Voortrekkers waren echter wel blank. Sommige slaven die werden vrijgesproken in de Kaapkolonie zijn vrijwillig tezamen met hun voormalige bazen gemigreerd.

## Manifest
Voortrekker Piet Retief vaardigde op 22 januari 1837 het volgende manifest uit, gepubliceerd in de Graham's Town Journal op 2 februari dat jaar:

Wij verklaren plechtig dat wij deze kolonie verlaten met de begeerte, om een rustiger leven te leiden dan wat wij hier geleid hebben. Wij zullen geen volk lastig vallen en niemand het geringste eigendom ontnemen; maar als wij aangevallen worden, zullen wij ons het ten volle gerechtvaardigd beschouwen om onszelf en ons eigendom tot het uiterste te verdedigen tegen enige vijand. Wij verlaten de kolonie onder de volledige verzekering, dat de Engelse regering ons niets meer te bieden heeft en ons zonder verdere bemoeienis zal toelaten om ons in de toekomst zelf te besturen.
Wij vertrekken nu uit ons vruchtbare geboorteland, waar wij enorme schade hebben geleden en voortdurend hebben blootgestaan aan ergernis, om ons te gaan vestigen in een woest en gevaarlijk gebied; maar wij gaan met een vaste vertrouwen op een alziende, rechtvaardige en genadige God, die wij altijd zullen vrezen en in alle nederigheid zullen proberen te gehoorzamen.

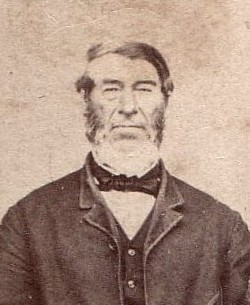
Andries Hendrik Potgieter

## Op onderzoek
Vóór het startsein van de Grote Trek gingen enkele Boeren op onderzoek uit in de Commissie Trek. Het huidige Namibië werd afgekeurd vanwege droogte, maar Natal (oosten) en Zoutpansberg (noorden) werden aangeraden vanwege het water, grasland en bovenal de beschikbaarheid van het land; de genocidale Mfecane van Mzilikazi had namelijk als gevolg dat het binnenland dunbevolkt was geraakt door inheemse Afrikanen.

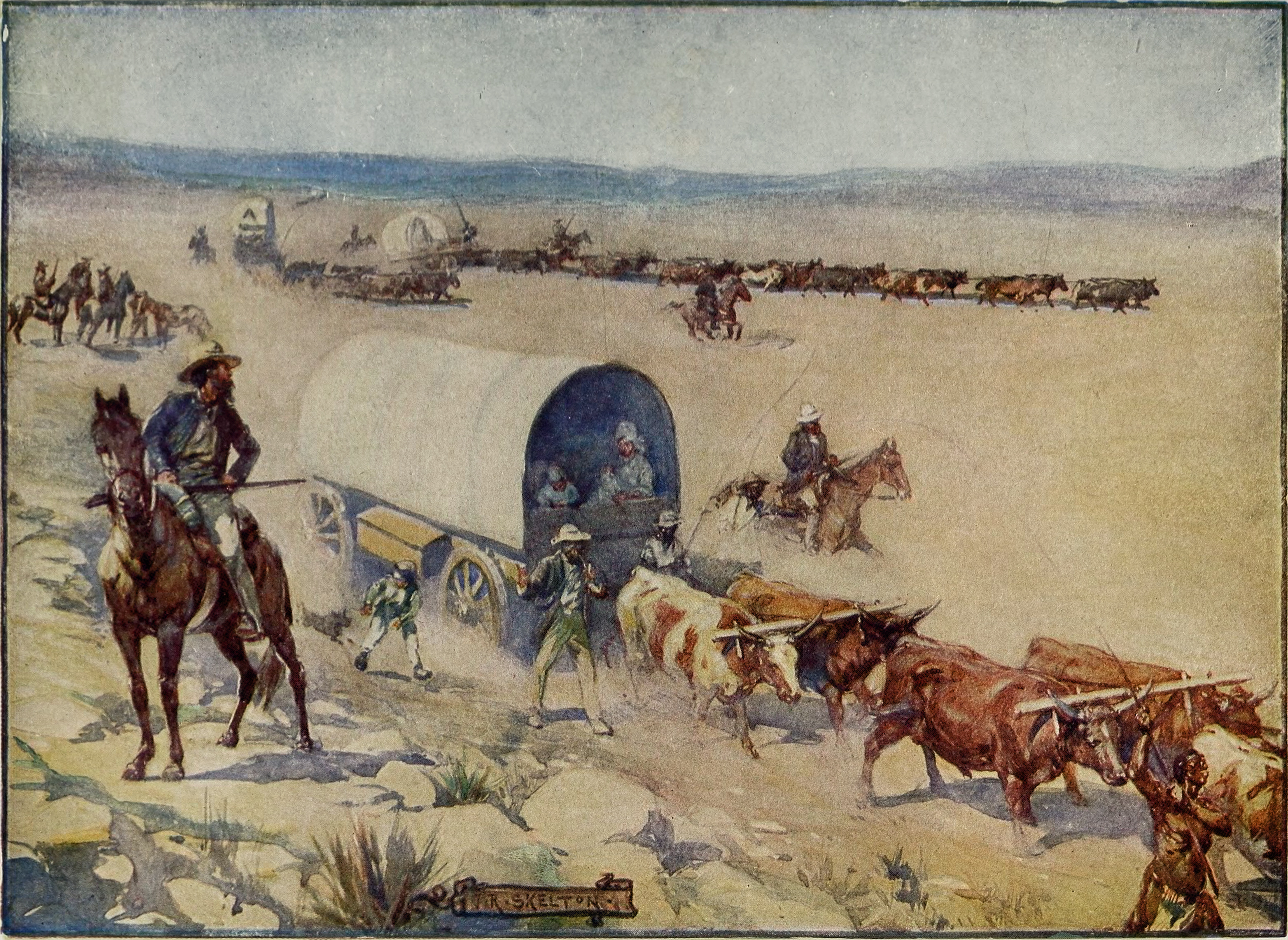
Voortrekkers op de Grote Trek

## Vroege fase
De eerste Voortrekker die de knoop doorhakte was Andries Hendrik Potgieter. Hij stuurde zijn neef Hans van Rensburg en buurman Louis Tregardt eropuit om geschikt land te zoeken en contact te leggen met de Portugezen in Mozambique. In 1836 vertrokken Tregardt en Van Rensburg met hun groepen naar het noorden.
Om zijn munitie te verversen vertrok Van Rensburg oostwaarts naar de Delagoabaai; ook Potgieter begon rond deze tijd zelf aan de Trek. Ondertussen maakte de tseetseevlieg veel slachtoffers onder hun vee. Tijdens zijn tocht werd Van Rensburgs volledige groep in de buurt van de Limpopo in het latere Mozambique uitgemoord door inheemse Afrikanen. Tregardt kwam wél aan in de Delagoabaai en overleed daar aan malaria in 1838. Zijn zoon Carolus ging verder op ontdekkingstocht en vond en begroef de Van Rensburgs groep.

## Matabele
Potgieter kwam in de hoogvlaktes in conflict met de Matabele van Mzilikazi maar wist met zijn laager van 40 man (waaronder de 11-jarige Paul Kruger) 5.000 Matabale af te slaan bij de Slag bij Vegkop met slechts twee doden, waaronder Potgieters broer. De Voortrekkers vonden een bondgenoot in de inheemse Barolong en gebruikten hun vestiging Thaba Nchu als doorgangsplaats. Ondertussen verscheen Gerrit Maritz als Voortrekkersleider op het toneel.
Op 17 februari 1837 werd Mzlikazi's militaire hoofdkwartier Mosega geplunderd door de Voortrekkers bij de Slag bij Mosega. De overwinningen van Vegkop en Mosega leidde tot een grotere instroom van boeren die deel zouden nemen aan de Trek. Uiteindelijk ontstond een dilemma over een definitieve vestigingsplaats voor de Voortrekkers, tussen de hoogvlaktes van het noorden en het oostelijke Natal aan de kust. Maritz en de in april gearriveerde Piet Retief kozen voor Natal, terwijl Potgieter koos voor de hoogvlaktes, waar hij op 12 november Mzilikazi definitief versloeg bij de Slag bij Kapain.

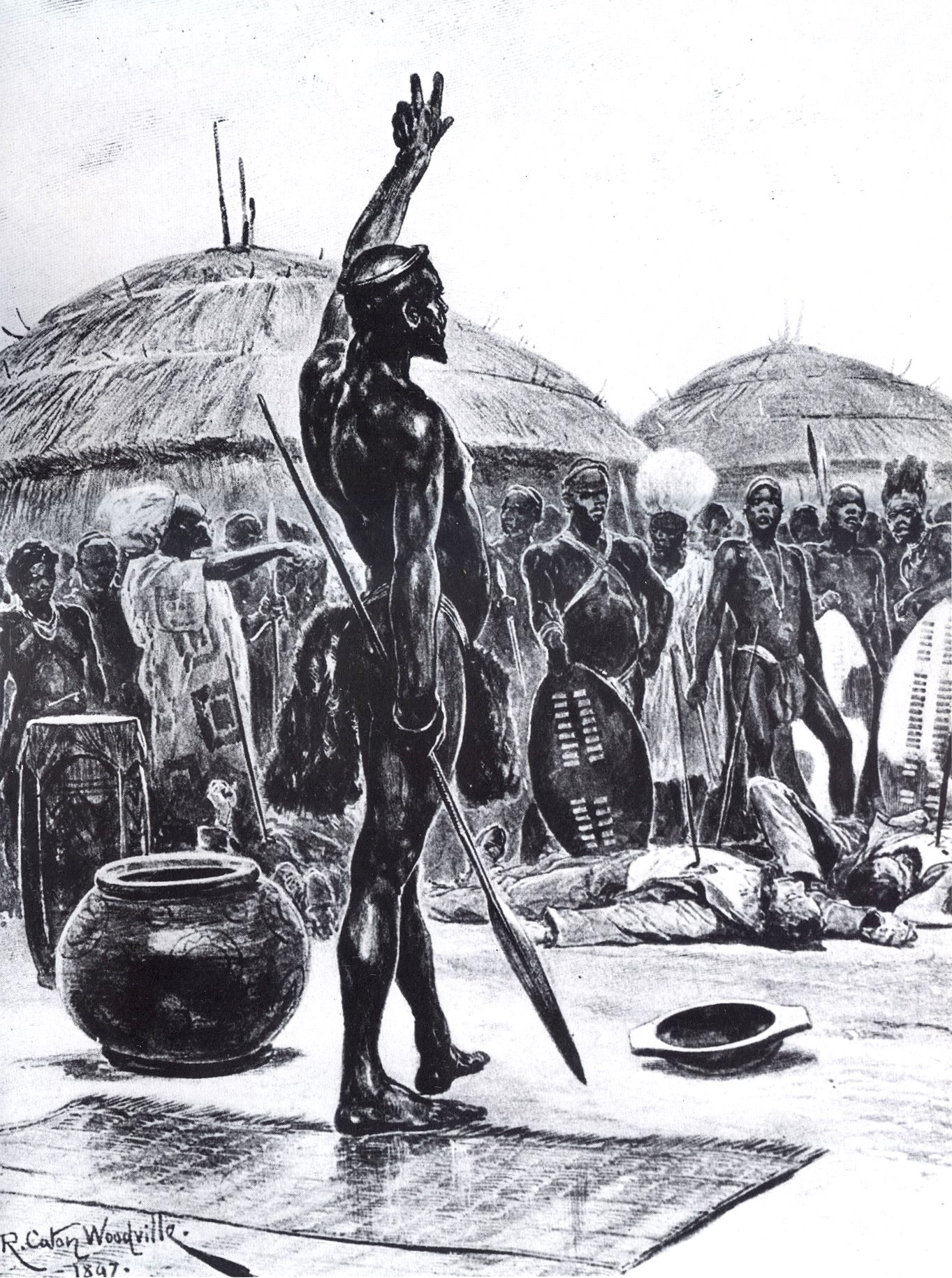
Dingane doodt Piet Retief

## Zoeloes
Retief kwam uiteindelijk in november 1837 in contact met de Zoeloekoning Dingane, die Retief land aanbood in ruil voor het terugbrengen van zijn vee dat gestolen was door koning Sekonyela. Nadat de taak succesvol werd volbracht kwam Retief met zo'n zeventig volgers en dertig gekleurde agterryers op 3 februari 1838 weer aan bij Dingane's hoofdstad Umgungundlovu. Het volgende traktaat (vrij vertaald) werd op 6 februari getekend door Dingane:

Aangezien Piet Retief, gouverneur van de Voortrekkers, mijn vee dat door Sikonyela gestolen is, teruggevonden en nu aan mij uitgeleverd heeft, stem ik, Dingaan, koning van de Zoeloes, daartoe in om hiermee aan genoemde Retief en zijn landgenoten Port Natal en het aangrenzende gebied in eeuwigdurende bezitrecht af te staan, dit wil zeggen, het gebied westwaarts vanaf de Tugela tot bij de Umzimvubu en vanaf de zee noordwaarts tot zo ver als dat de grond bruikbaar mag zijn en aan mij behoort.

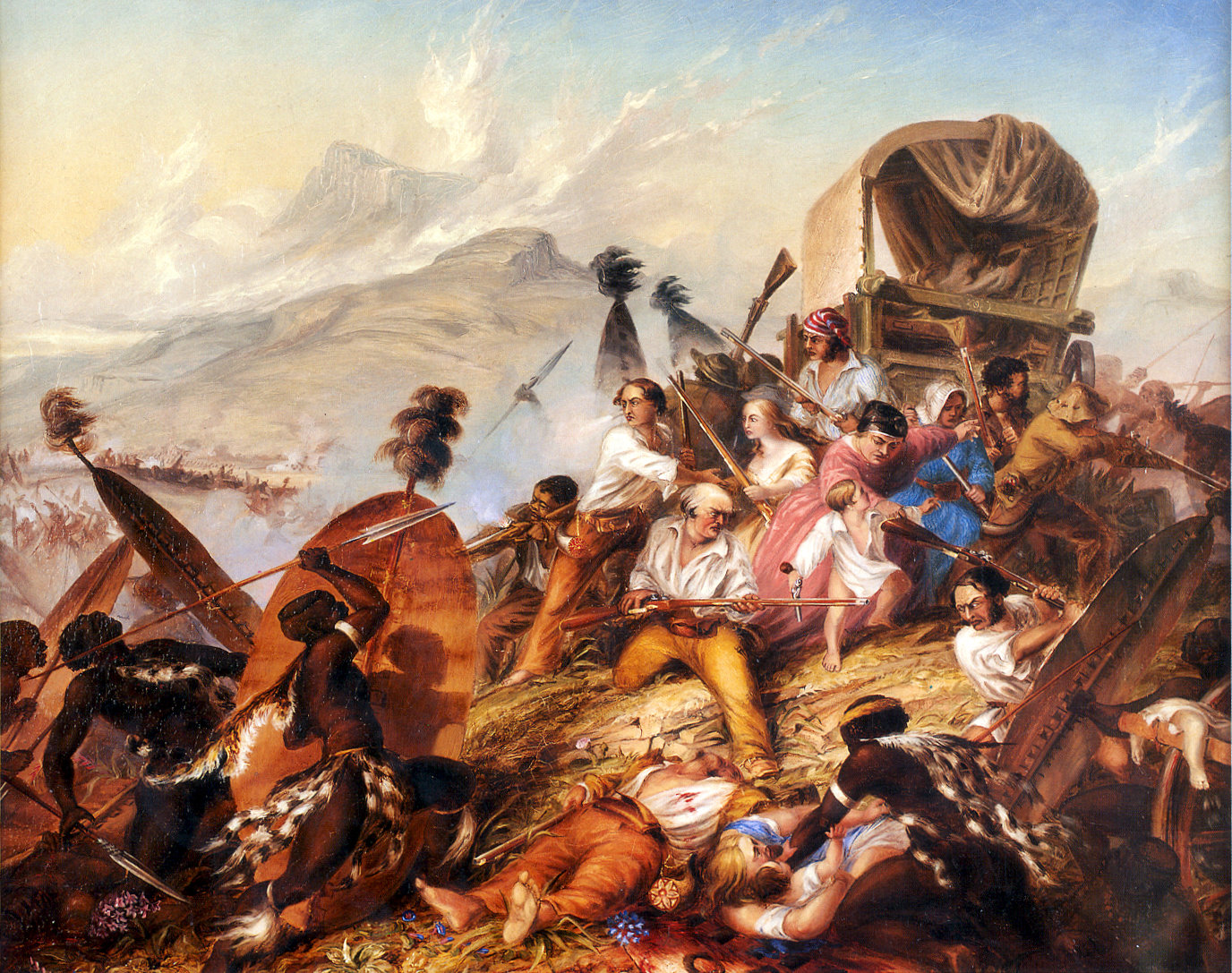
Zoeloes bestormen het laager van de Voortrekkers bij Bloukrans

Dezelfde dag, bij de ceremonie waarbij het landcontract tussen Dingane en Retief werd getekend, werden Retief, zijn zoon en zijn afgezanten echter gevangengenomen en geëxecuteerd. De groep van Retief, die op zijn terugkeer zaten te wachten, werd in de nacht van 17 februari bij Bloukrans afgeslacht en al hun vee werd gestolen. Maritz wist de overlevenden op te vangen en Potgieter en de voormalige expeditieleider Piet Uys waren uit op wraak. De Slag bij Italeni liep echter uit op een ramp en Uys en zijn zoon sneuvelden, mede door de gebrekkige samenwerking tussen Potgieter en Uys. Potgieter werd beschuldigd van laksheid en verraad waardoor hij zich afscheidde van de andere Voortrekkers en zich in de hoogvlaktes vestigde in zijn steden Winburg en Potchefstroom.
Op 23 september 1838 stierf Maritz aan ziekte. Enkele weken later werd de stad Pietermaritzburg gesticht, vernoemd naar Retief en Maritz. Op 22 november kwamen Andries Pretorius en de predikant Sarel Cilliers aan bij de overgebleven Voortrekkers die spectaculair wraak namen op Dingane bij de Slag bij Bloedrivier, waarbij slechts een paar honderd Voortrekkers zo'n 10.000 Zoeloes wisten af te slaan in hun laager. Hierna resteerde het terugnemen van het gestolen vee. Toen Pretorius aankwam in de Zoeloehoofdstad Umgungundlovu bleek Dingane gevlucht; de lichamen van Retief en zijn mannen werden begraven.
De Voortrekkers vonden een bondgenoot in Dingane's timide halfbroer Mpande, die met de hulp van Pretorius een opstand tegen zijn broer begon. Dingane vluchtte en werd vermoord door de Swazi, waardoor Mpande de nieuwe Zoeloekoning werd en de vrede herstelde. Op 12 oktober 1839 werd door de Voortrekkers de republiek Natalia gesticht met Pietermaritzburg als hoofdstad en de Trek leek voorbij.

## Transvaal en Vrijstaat
Natalia werd echter in 1842 bezet door de Britten en door Sir Harry Smith geannexeerd als de Natalkolonie, waarna de verslagen Boeren richting Potgieter de hoogvlaktes introkken. Op 8 april 1844 fuseerden Winburg en Potchefstroom tot de republiek Winburg-Potchefstroom. Geïrriteerd door de Voortrekkerimmigranten uit Natalia trok Potgieter zich terug in Zoutpansbergdorp.
In 1848 werd Transoranje, het gebied in de hoogvlaktes tussen de Oranje- en Vaalrivier ook door Harry Smith geannexeerd als de Oranjeriviersoevereiniteit waardoor Winburg en Potchefstroom weer van elkaar gescheiden werden. Pretorius kwam hier tegen in opstand maar werd verslagen bij de Slag bij Boomplaats, waarna hij zich verder in het noorden vestigde.

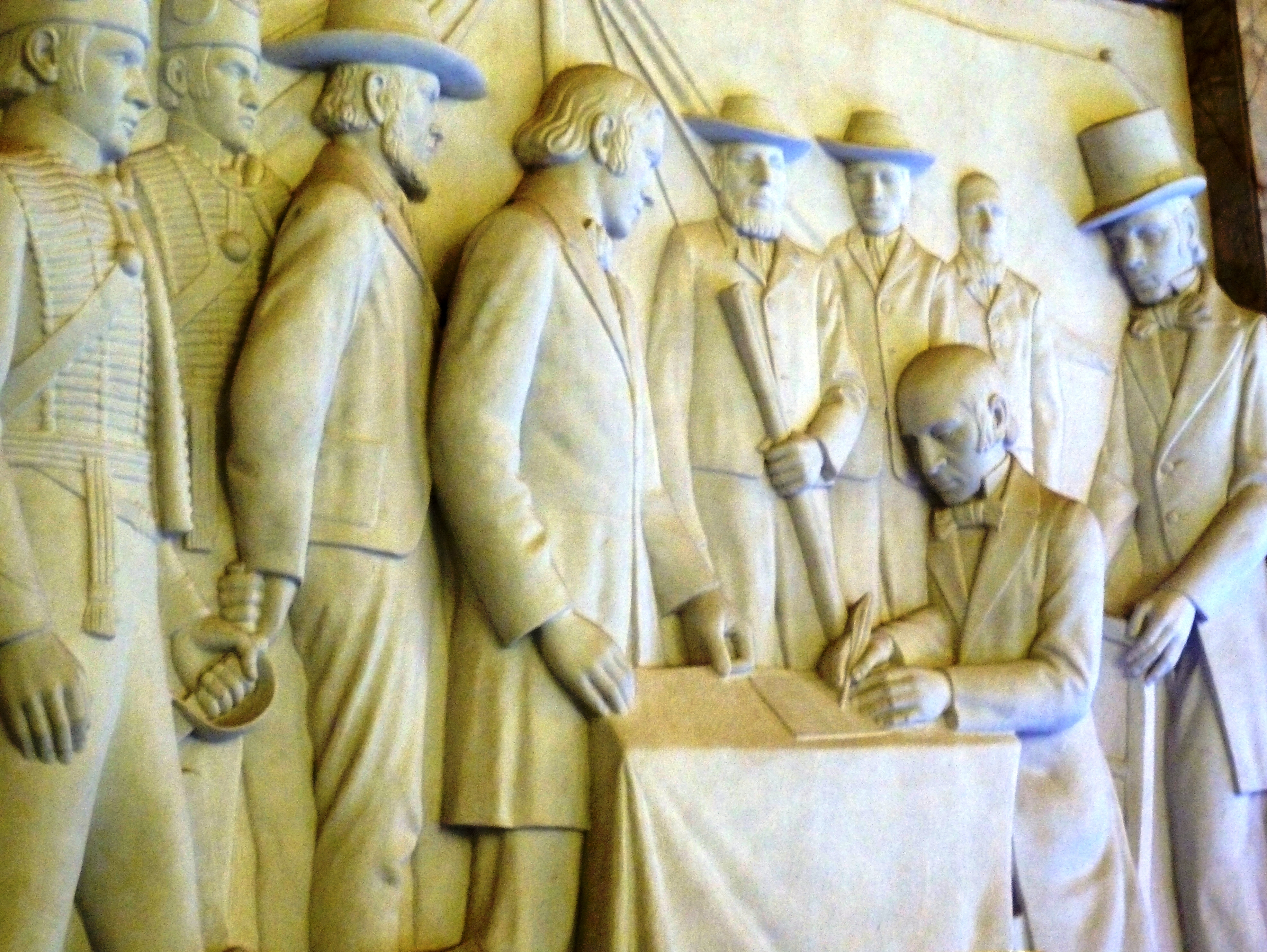
Reliëf van de Conventie van Zandrivier; Voortrekkermonument, Pretoria

Op 17 februari 1852 werd de onafhankelijkheid van de Zuid-Afrikaansche Republiek, informeel bekend als Transvaal, door het Verenigd Koninkrijk erkend met de Conventie van Zandrivier, getekend door Pretorius. Twee jaar later in 1854 volgde de Conventie van Bloemfontein waarmee ook de Oranje Vrijstaat onafhankelijk werd. De Grote Trek was ten einde. Potgieter en Pretorius verzoenden zich na jaren van rivaliteit en overleden in respectievelijk 1852 en 1853.

## Dorslandtrek
Vanaf 1874 trokken sommige Boeren door de Kalahari naar het westen in de zogenaamde Dorslandtrek.

## Herdenking
- De overwinning van Bloedrivier werd vanaf 1838 jaarlijks op 16 december gevierd als de nationale feestdag Geloftedag of Dingaansdag, maar werd in 1994 vervangen door Verzoeningsdag.
- In 1938 werd het 100-jarige bestaan van de Trek grootschalig herdacht met een feestelijke heruitvoering, alsmede de première van de historische epos Die Bou van 'n Nasie en de bouw van het Voortrekkermonument in Pretoria, dat in 1949 werd voltooid en nog altijd als toeristische trekpleister dient.
- In het voormalige volkslied van Zuid-Afrika, Die Stem van Suid-Afrika, verwees de regel "Deur ons ver-verlate vlaktes met die kreun van ossewa" naar de Grote Trek. De ossewa (ossenwagen) was het vervoermiddel bij uitstek tijdens de Trek en werd sindsdien geromantiseerd als symbool voor het Afrikanerdom. De ossewa was ook terug te vinden in de wapens van zowel de Zuid-Afrikaansche Republiek als de Oranje Vrijstaat.